# Вапничка Росета
Вапничка Росета (Cololejeunea rossettiana) — вид печіночників порядку бококолосальних (Porellales).

## Поширення
Батьківщиною є Європа.
Населяє затінені вапнякові скелі та камені.

## Характеристика
Дернинки дрібні, жовто-зелені. Стебла неправильно розгалужені. Листки дволопатеві; верхня лопать широко ланцетна, із загнутою верхівкою; нижня — прямокутна, загострена, удвічі коротша за верхню. Розподіл за статтю автодомний. Розмножується вегетативно та спорами.